# فردی زیکس
فردی زیکس (انگلیسی: Freddy Zix؛ زادهٔ ۷ ژانویهٔ ۱۹۳۵) بازیکن فوتبال است.
وی همچنین در تیم ملی فوتبال فرانسه بازی کرده‌است.